# Copa de baloncesto de Alemania
La Copa de Baloncesto de Alemania también conocida en alemán como Deutscher Pokalsieger o BBL-Pokal es la competición de copa de baloncesto de Alemania. La disputan el equipo anfitrión y los tres primeros clasificados de la primera vuelta de la Basketball Bundesliga, en formato de Final Four. Se comenzó a disputar en 1967.

## Campeones
| - 1966-67 Osnabrück - 1967-68 Bayern de Múnich - 1968-69 Gießen 46ers - 1969-70 Bayer Leverkusen - 1970-71 Bayer Leverkusen - 1971-72 Wolfenbüttel - 1972-73 Gießen 46ers - 1973-74 Bayer Leverkusen - 1974-75 SSV Hagen |  | - 1975-76 Bayer Leverkusen - 1976-77 USC Heidelberg - 1977-78 USC Heidelberg - 1978-79 Gießen 46ers - 1979-80 Saturn Köln - 1980-81 Saturn Köln - 1981-82 Wolfenbüttel - 1982-83 Saturn Köln - 1983-84 Göttingen |  | - 1984-85 Göttingen - 1985-86 Bayer Leverkusen - 1986-87 Bayer Leverkusen - 1987-88 Bayreuth - 1988-89 Bayreuth - 1989-90 Bayer Leverkusen - 1990-91 Bayer Leverkusen - 1991-92 TTL Bamberg |

### Era Top Four (desde 1993)
| Año  | Sede       | Campeón                       | Subcampeón            | Resultado |
| ---- | ---------- | ----------------------------- | --------------------- | --------- |
| 1993 | Bayreuth   | Bayer Leverkusen              | Brandt Hagen          | 81–60     |
| 1994 | Bamberg    | Brandt Hagen                  | Ratiopharm Ulm        | 86–72     |
| 1995 | Würzburg   | Bayer Leverkusen              | Ratiopharm Ulm        | 77–76     |
| 1996 | Berlín     | Ratiopharm Ulm                | Bayer Leverkusen      | 80–79     |
| 1997 | Gießen     | Alba Berlin                   | Gießen 46ers          | 82–73     |
| 1998 | Fráncfort  | TBB Trier                     | Dragons Rhöndorf      | 97–88     |
| 1999 | Fráncfort  | Alba Berlin                   | Gießen 46ers          | 69–48     |
| 2000 | Fráncfort  | Skyliners Fráncfort           | Alba Berlin           | 76–68     |
| 2001 | Fráncfort  | TBB Trier                     | Hagen                 | 96–83     |
| 2002 | Berlín     | Alba Berlin                   | Oldenburg             | 105–55    |
| 2003 | Berlín     | Alba Berlin                   | RheinEnergie Köln     | 82–80     |
| 2004 | Fráncfort  | RheinEnergie Köln             | Skyliners Fráncfort   | 80–71     |
| 2005 | Fráncfort  | RheinEnergie Köln             | Telekom Bonn          | 85–75     |
| 2006 | Bamberg    | Alba Berlin                   | GHP Bamberg           | 85–73     |
| 2007 | Hamburg    | RheinEnergie Köln             | Artland Dragons       | 60–58     |
| 2008 | Hamburg    | Artland Dragons               | EnBW Ludwigsburg      | 74–60     |
| 2009 | Hamburg    | Alba Berlin                   | Telekom Bonn          | 69–44     |
| 2010 | Fráncfort  | Brose Bamberg                 | Skyliners Fráncfort   | 76–75     |
| 2011 | Bamberg    | Brose Bamberg                 | Phantoms Braunschweig | 69–66     |
| 2012 | Bonn       | Brose Bamberg                 | Telekom Bonn          | 82–73     |
| 2013 | Berlín     | Alba Berlin                   | Ratiopharm Ulm        | 85–67     |
| 2014 | Ulm        | Alba Berlin                   | Ratiopharm Ulm        | 86–80     |
| 2015 | Oldenburg  | EWE Oldenburg                 | Brose Bamberg         | 72–70     |
| 2016 | Munich     | Alba Berlin                   | Bayern de Múnich      | 67–65     |
| 2017 | Berlín     | Brose Bamberg                 | Bayern de Múnich      | 74–71     |
| 2018 | Ulm        | Bayern de Múnich              | ALBA Berlin           | 80–75     |
| 2019 | Bamberg    | Brose Bamberg                 | ALBA Berlin           | 83–82     |
| 2020 | Berlín     | ALBA Berlin                   | EWE Baskets Oldenburg | 89-67     |
| 2021 | Munich     | Bayern de Múnich              | ALBA Berlin           | 85-79     |
| 2022 | Berlín     | ALBA Berlin                   | Crailsheim Merlins    | 86-76     |
| 2023 | Oldenburgo | Bayern de Múnich              | EWE Baskets Oldenburg | 90-78     |
| 2024 | Munich     | Bayern de Múnich              | ratiopharm Ulm        | 81-65     |
| 2025 | Weißenfels | Mitteldeutscher BC Weißenfels | Bamberg Baskets       | 97-87     |

## Títulos por club
| Club                          | Campeonatos | Subcampeonatos | Año                                                              |
| ----------------------------- | ----------- | -------------- | ---------------------------------------------------------------- |
| Alba Berlin                   | 11          | 3              | 1997, 1999, 2002, 2003, 2006, 2009, 2013, 2014, 2016, 2020, 2022 |
| Brose Bamberg                 | 5           | 3              | 2010, 2011, 2012, 2017, 2019                                     |
| Bayern de Múnich              | 5           | 2              | 1968, 2018, 2021, 2023, 2024                                     |
| Köln 99ers                    | 3           | 1              | 2004, 2005, 2007                                                 |
| Bayer Leverkusen              | 2           | 1              | 1993, 1995                                                       |
| TBB Trier                     | 2           | 0              | 1998, 2001                                                       |
| Ratiopharm Ulm                | 1           | 5              | 1996                                                             |
| Hagen                         | 1           | 2              | 1994                                                             |
| Skyliners Fráncfort           | 1           | 2              | 2000                                                             |
| EWE Baskets Oldenburg         | 1           | 3              | 2015                                                             |
| Artland Dragons               | 1           | 1              | 2008                                                             |
| Mitteldeutscher BC Weißenfels | 1           | 0              | 2025                                                             |
| Telekom Bonn                  | 0           | 3              |                                                                  |
| Gießen 46ers                  | 0           | 2              |                                                                  |
| Dragons Rhöndorf              | 0           | 1              |                                                                  |
| EnBW Ludwigsburg              | 0           | 1              |                                                                  |
| Phantoms Braunschweig         | 0           | 1              |                                                                  |